# 菜喳
菜喳（英語：Zyn，1990年12月25日—），是位臺灣YouTuber，於2007年7月3日創立頻道，製作遊戲、開箱及各種不同性質的影片。頻道傳統包括在每年生日（12月25日）發布不露臉及追憶風格的紀念影片，和在《喳桌遊》系列影片懲罰最後一名的玩家，在2017年9月21日突破100萬訂閱。

## 經歷
菜喳與魚乾、子合租台中近百坪工作室。2017年4月1日發佈露臉影片。2017年9月21日頻道突破100萬訂閱。
2019年4月前往日本留學1個月，途中決定改為留學3個月。而於6月初再度宣布延長留學期間。期间通過了會話1.2測驗，並打算於原校繼續研習會話3課程。2020年2月因新冠肺炎疫情開始重創世界各地（包括日本），因此暫時中止日本留學計畫，並於2020年3月18日回到臺灣。10月搬至台北與上班不要看的梅伯合租中。

## 損友
```
2012年9月29日，上傳影片「【菜喳】損友，那一回事」介紹自己在高中大學時期所交的朋友，包含狸貓，弘普，太陽，餅乾，凱洛，狐狸，技冏，Lucy，地球人，忠孝，往後損友會不定期出現在影片。
[
2
]
```

## 影視作品

### MV出演
| 年分 | MV拍攝參與       | 飾演角色  | 創作者       |
| ---- | ---------------- | --------- | ------------ |
| 2017 | 根本就不會再見面 | 學生      | 聖結石       |
| 2017 | 胖是一種罪       | 學生      | 陳睿纁、魚乾 |
| 2018 | 貓理不理毛       | 厭世組 貓 | 魚乾         |

### 綜藝節目
| 日期          | 電視臺   | 節目名稱   | 備注 |
| ------------- | -------- | ---------- | ---- |
| 2016年5月13日 | 三立電視 | 綜藝大熱門 | 嘉賓 |

### 幕後
| 年分 | 單曲名稱     | 參與部分   | 創作者               |
| ---- | ------------ | ---------- | -------------------- |
| 2015 | 把愛收好     | 製作       | 魚乾                 |
| 2017 | 一定追不到我 | 改詞       | 魚乾（原唱：聖結石） |
| 2017 | 胖是一種罪   | 作詞、監製 | 陳睿纁、魚乾         |

## 外部連結
- YouTube上的菜喳頻道
- YouTube上的菜喳Life生活紀錄頻道
- YouTube上的菜喳x遊戲x第2頻道頻道
- 菜喳的Facebook專頁
- 菜喳的Instagram帳戶